# 朱丽兰
朱丽兰（1935年8月—），女，浙江吴兴（今湖州）人，生于上海，中华人民共和国政治人物。苏联敖德萨国立理工大学高分子物理化学专业毕业，研究员职称，国际欧亚科学院院士。1956年7月加入中国共产党，是中共第十四届中央候补委员，第十五届中央委员。曾在朱镕基内阁中，出任科技部部长；是第九、第十届全国人大常委会委员。现任中国发明协会理事长。

## 生平

### 早年
1955年，从上海中西女中毕业后的朱丽兰，被派往敖德萨大学攻读高分子物理化学专业。1961年毕业回国后，一直在中国科学院化学研究所搞科研工作；主要从事高分子反应动力学、高分子材料剖析、性能结构形态关系的研究。历任中国科学院化学研究所研究组组长、室副主任、副研究主任、副研究员、所长，兼职教授等。1979年至1980年间，作为访问学者在德国弗赖堡大学高分子化学研究所进修。1997年8月，被选为国际欧亚科学院院士。

### 出掌科技部
1986年起，朱丽兰进入国家科学技术委员会，任常务副主任；主持并领导国家863计划。在此期间，她还曾兼任国务院学位委员会委员，国家科技领导小组成员，国务院信息化工作领导小组副组长等职。1998年3月，在第九届全国人大第一次会议上，被任命为国家科技部部长。
2001年初，因为年龄到限而离职；同年2月，被增补为第九届全国人大常委会委员；2003年3月，连任第十届全国人大常委会委员，并任全国人大教育科学文化卫生委员会主任委员。2008年，届满退休。
2005年6月，在中国发明协会第五届全国会员代表会议上，当选协会理事长。